# Love Is the Message
Love Is the Message és el segon àlbum d'estudi de la cantant japonesa Misia, editat l'1 de gener de 2000. Va arribar a vendre 1.349.650 còpies en la seva setmana de debut, convertint-se en el 23è millor debut de la història japonesa. i va enfilar-se a la primera posició de les llistes durant dues setmanes consecutives. Va arribar a vendre més de 2,29 milions de còpies, convertint a Misia en una de les tres cantants i grups, juntament amb Globe i Chemistry, amb els segons dobles milió de discos més consecutius, darrere de Hikaru Utada. Love Is the Message va ser el guanyador del premi al millor àlbum en la 42a Japan Record Awards. La coberta de l'àlbum va ser realitzada durant l'alba al cim del Parc Nacional de Haleakalā a Maui, Hawaii. És el 56 àlbum més venut de tots els temps al Japó.

## Llista de cançons
| Núm. | Títol                                                             | Lletra                               | Música                               | Durada |
| ---- | ----------------------------------------------------------------- | ------------------------------------ | ------------------------------------ | ------ |
| 1.   | «Opening»                                                         |                                      |                                      | 0:35   |
| 2.   | «Believe»                                                         | Misia                                | Jun Sasaki                           | 4:50   |
| 3.   | «Sweetness»                                                       | Misia                                | Satoshi Shimano                      | 5:50   |
| 4.   | «It's Just Love»                                                  | Misia                                | Misia, Satoshi Shimano               | 6:25   |
| 5.   | «Sweet Pain»                                                      | Misia                                | Kyōhei Tsutsumi                      | 6:22   |
| 6.   | «Atsui Namida» (アツイナミダ , "Hot Tears")                       | Misia                                | Jun Sasaki                           | 6:26   |
| 7.   | «Ame no Nichiyōbi» (雨の日曜日 , "Rainy Sunday")                  | Chihiro Close, Misia                 | Tatsushi Kusunoki                    | 4:47   |
| 8.   | «Itoshii Hito» (愛しい人 , "My Beloved")                          | Misia                                | Misia                                | 6:31   |
| 9.   | «Ano Hi no Yō ni» (あの日のように , "Like on That Day")           | Misia                                | Misia                                | 5:32   |
| 10.  | «Hana/Tori/Kaze/Tsuki» (花／鳥／風／月 , "Flower/Bird/Wind/Moon") | Chihiro Close                        | Hiroshi Matsui, Misia                | 5:48   |
| 11.  | «One!»                                                            | Misia                                | Hiroshi Matsui                       | 6:09   |
| 12.  | «Wasurenai Hibi» (忘れない日々 , "Unforgettable Days")            | Misia                                | Toshiaki Matsumoto                   | 5:56   |
| 13.  | «Lovin' You (Misia 1999 Live Version)»                            | Richard J. Rudolph, Minnie Ripperton | Richard J. Rudolph, Minnie Ripperton | 6:08   |

## Llistes

### Llista de vendesOricon
| Llançament         | Llista                          | Posició             | Vendes debut | Vendes totals | Duració     |
| ------------------ | ------------------------------- | ------------------- | ------------ | ------------- | ----------- |
| 1 de gener de 2000 | Llista Oricon diària d'àlbums   | 1                   |              |               |             |
| 1 de gener de 2000 | Llista Oricon setmanal d'àlbums | 1                   | 1.349.650    | 2.297.880     | 59 setmanes |
| 1 de gener de 2000 | Llista Oricon mensual d'àlbums  | 1                   |              |               |             |
| 1 de gener de 2000 | Llista Oricon anual d'àlbums    | 4 (2000) 169 (2001) |              |               |             |